# Вайтінгем (Вермонт)
Вайтінгем (англ. Whitingham) — місто (англ. town) в США, в окрузі Віндем штату Вермонт. Населення — 1344 особи (2020).

## Демографія
Згідно з переписом 2010 року, у місті мешкало 1357 осіб у 574 домогосподарствах у складі 389 родин. Було 918 помешкань
Расовий склад населення:
| - 97,9 % — білих - 0,3 % — чорних або афроамериканців - 0,1 % — вихідців з тихоокеанських островів - 0,1 % — корінних американців - 0,1 % — азіатів |

До двох чи більше рас належало 1,2 %. Частка іспаномовних становила 0,6 % від усіх жителів.
За віковим діапазоном населення розподілялося таким чином: 22,3 % — особи молодші 18 років, 61,6 % — особи у віці 18—64 років, 16,1 % — особи у віці 65 років та старші. Медіана віку мешканця становила 45,2 року. На 100 осіб жіночої статі у місті припадало 103,4 чоловіка;  на 100 жінок у віці від 18 років та старших — 100,4 чоловіка також старших 18 років.
Середній дохід на одне домашнє господарство  становив 69 087 доларів США (медіана — 55 395), а середній дохід на одну сім'ю — 78 973 долари (медіана — 65 357). Медіана доходів становила 45 300 доларів для чоловіків та 42 578 доларів для жінок. За межею бідності перебувало 5,3 % осіб, у тому числі 5,2 % дітей у віці до 18 років та 6,3 % осіб у віці 65 років та старших.
Цивільне працевлаштоване населення становило 795 осіб. Основні галузі зайнятості: освіта, охорона здоров'я та соціальна допомога — 22,4 %, будівництво — 14,6 %, роздрібна торгівля — 11,1 %, мистецтво, розваги та відпочинок — 9,9 %.